# Luigi Tallarico
Luigi Tallarico (Crotone, 9 novembre 1926 – Roma, 24 dicembre 2021) è stato un critico d'arte e giornalista italiano.

## Biografia
Di origine calabrese, pubblicò saggi, monografie e articoli su molti e importanti artisti e letterati italiani del '900 e del 2000, spesso del futurismo: Filippo Tommaso Marinetti, Umberto Boccioni, Carlo Carrà, Mario Sironi, Mino Delle Site, Osvaldo Peruzzi, Antonio Fiore e Roberto Tirelli. curò numerose mostre e convegni sulla cultura italiana contemporanea nella Sala del Senato della Repubblica a Roma.
Già collaboratore del quotidiano Secolo d'Italia e della rivista di Roma Futurismo Oggi, curata dall'aeropittore Enzo Benedetto, dagli anni novanta ne curò il successivo centro omonimo.
Fu segretario generale del SLSI; nel 1995 è stato premiato per l'attività culturale e pluridecennale con la medaglia d'argento del Ministero dei Beni Culturali e nel 2001 con il premio speciale della Presidenza del Consiglio dei ministri.
Nel 2009 curò a Lecce, per il centenario del futurismo, la mostra Futurismo nel suo centenario: la continuità.
Nel 2013 partecipò come relatore al convegno Eredità a attualità del futurismo, a cura di Antonio Saccoccio, Giancarlo Carpi, il Comune di Roma e l'Università degli Studi "Tor Vergata" di Roma.

## Opere principali
- Luigi Tallarico, Verifica del futurismo, introduzione e presentazione di Enzo Benedetto, Roma, Giovanni Volpe Editore, 1970.
- Luigi Tallarico, Le cento anime di Filippo Tommaso Marinetti, Roma-Siracusa, Cartia Editore, 1977.
- Per una ideologia del futurismo, presentazione di Giovanni Calendoli, Roma, Giovanni Volpe Editore, 1977.
- Luigi Tallarico, Avanguardia e tradizione, Roma, Giovanni Volpe Editore, 1981.
- Luigi Tallarico, Boccioni, Reggio Calabria, Parallelo 38, 1985.
- Luigi Tallarico, Gli anni del consenso e del primato tra futurismo e metafisica, Ferrara, Libreria Editrice Belriguardo, 1993.
- Luigi Tallarico, Boccioni dal Meridione all'Europa, Ferrara, Libreria Editrice Belriguardo, 1997.
- Luigi Tallarico, Catelli tra reale e ideale, Ferrara, Libreria Editrice Belriguardo, 2005
- Luigi Tallarico, Futurismo nel suo centenario: la  continuità, Galatina, Congedo Editore, 2009.
- Luigi Tallarico, Un secolo futurista, Alghero, Edizioni Nemapress, 2009.